# Hahnstätten
Hahnstätten ist eine Ortsgemeinde im Rhein-Lahn-Kreis in Rheinland-Pfalz. Sie gehört der Verbandsgemeinde Aar-Einrich an. Hahnstätten ist gemäß Landesplanung als Grundzentrum ausgewiesen.
Zu Hahnstätten gehören auch die Wohnplätze Wirtsmühle und Silberfeldhof sowie ein Teil des Ortes Zollhaus. Der Hof Silberfeld an der Halde Silberfeld wurde allerdings inzwischen niedergelegt.

## Geschichte
Hahnstätten wird erstmals am 9. Juni 790 in einer Urkunde Karls des Großen unter dem Namen „haonstad“ erwähnt, in der er der Abtei Prüm mehrere Ansiedlungen um den Zentralort Oberneisen schenkte, darunter Hahnstätten. König Ludwig der Deutsche schenkte im Jahre 845 dem Stift in Kettenbach, aus dem später das Stift St. Severus in Gemünden im Westerwald entstand, 70 Morgen Land. Spätestens unter Hermann I. von Schwaben ging Hahnstätten mit mehreren umliegenden Orten an die Konradiner über. Hahnstätten gehörte in dieser Zeit zum Niederlahngau, in dem die Grafen von Diez in der Mitte des 11. Jahrhunderts den Konradinern als bestimmendes Geschlecht folgten. Mit der Herrschaft Neuweilnau ging Hahnstätten bei der Teilung von 1326 an die Walramische Linie des Hauses Nassau und 1355 an Nassau-Weilburg.
In den folgenden Jahrhunderten kam der Ort zu Teilen an andere Besitzer, einzelne Rechte oder Anteile an Hahnstätten wurden auch verpfändet. So hatten unter anderem die Herren von Eppstein, die Grafen von Königstein, von Katzenelnbogen, die Landgrafen von Hessen, die Kurfürsten von Trier sowie verschiedene nassauische Linien Besitz.
Spätestens 1326 war Hahnstätten Sitz eines Zentgerichts, das ab dem 16. Jahrhundert als „Amt“ bezeichnet wurde. Zu dem Gericht gehörten Netzbach, Lohrheim, Oberneisen sowie spätestens ab dem 16. Jahrhundert Kaltenholzhausen und Schiesheim. Die in diesem Bereich liegende Burg Hohlenfels war als eigener Rechtsbezirk aus dem Gericht ausgenommen. Neben nassauische hatte das Zentgericht zeitweise zusätzlich kurtrierische und landgräflich-hessische Schultheißen.
Graf Heinrich III. von Diez (1189–1234) stiftete 1217 die Kirche zu Hahnstätten. 1533 wurde Hahnstätten reformiert. 1731 wurde die Kirche erweitert und mit der heutigen Kanzel ausgestattet. Eine Schule wurde 1582 eingerichtet und 1634 von Soldaten verwüstet. Der Unterricht fand darauf im Pfarrhaus statt, das 1737 erweitert wurde. Für 1713 ist auch eine Schule für die 54 Mitglieder umfassende jüdische Gemeinde belegt. Für 1580 ist ein Rathaus nachgewiesen, für 1588 ein Backhaus, für 1695 eine Gemeindeschmiede.
Neben Ackerbau wurde auch Weinbau betrieben, der aber im frühen 17. Jahrhundert erlosch. Ein eigener Markt wird erstmals 1601 erwähnt, eine Mühle 1336. In den folgenden Jahrhunderten kamen zahlreiche Mühlen dazu, darunter auch Öl- und Walkmühlen. Der Abbau von Eisenerz lässt sich ab 1364 belegen. Weiterverarbeitet wurde es in mehreren Waldschmieden. Ein Kalkofen wird 1715 erwähnt.
Hahnstätten war bis zum 30. Juni 2019 der Verwaltungssitz der Verbandsgemeinde Hahnstätten, die dann in der Verbandsgemeinde Aar-Einrich aufging.
Die frühesten Angaben zur Einwohnerzahl stammen von 1526 und erwähnen 38 Haushalte, 1624 sind 57 Häuser verbürgt und 1750 282 Einwohner.
Bevölkerungsentwicklung
Die Entwicklung der Einwohnerzahl von Hahnstätten, die Werte von 1871 bis 1987 beruhen auf Volkszählungen:
| Jahr | Einwohner |
| ---- | --------- |
| 1815 | 561       |
| 1835 | 816       |
| 1871 | 1.082     |
| 1905 | 1.220     |
| 1939 | 1.377     |
| 1950 | 1.876     |

| Jahr | Einwohner |
| ---- | --------- |
| 1961 | 2.041     |
| 1970 | 2.253     |
| 1987 | 2.613     |
| 2005 | 2.895     |
| 2017 | 2.933     |
| 2022 | 2.939     |

## Politik

### Gemeinderat
Der Gemeinderat in Hahnstätten besteht aus 20 Ratsmitgliedern, die bei der Kommunalwahl am 9. Juni 2024 in einer personalisierten Verhältniswahl gewählt wurden, und dem ehrenamtlichen Ortsbürgermeister als Vorsitzendem.
Die Sitzverteilung im Gemeinderat:
| Wahl | SPD | CDU | FDP | FWG | Gesamt   |
| ---- | --- | --- | --- | --- | -------- |
| 2024 | 4   | 3   | –   | 13  | 20 Sitze |
| 2019 | 6   | 3   | –   | 11  | 20 Sitze |
| 2014 | 8   | 3   | 1   | 8   | 20 Sitze |
| 2009 | 7   | 4   | 2   | 7   | 20 Sitze |
| 2004 | 7   | 5   | 1   | 7   | 20 Sitze |

* FWG = Freie Wählergemeinschaft Hahnstätten e. V.

### Bürgermeister
Ortsbürgermeister von Hahnstätten ist Joachim Egert (FWG). Bei der Direktwahl am 26. Mai 2019 wurde er mit einem Stimmenanteil von 80,27 % und am 9. Juni 2024 als einziger Bewerber mit 86,6 % jeweils für fünf Jahre wiedergewählt.

### Wappen
| Wappen von Hahnstätten | Blasonierung: „In Gold drei (1:2) blaue Lilien.“ |
| Wappen von Hahnstätten | Wappenbegründung: Das Wappen übernimmt den Schild, den sämtliche Gemeindesiegel seit 1816 enthalten. Die örtliche Überlieferung, dass es sich um das Wappen der Ritter von Hahnstätten handele, die hier im 13. und 14. Jahrhundert ihren Sitz hatten, ist urkundlich nicht zu belegen. Der zur Herrschaft Neuweilnau gehörende Ort fiel 1326 an die Grafen von Nassau. So wurden für das Wappen die nassauischen Farben, doch in verwechselter Folge, verwendet. In älterer Zeit hat Hahnstätten ein S(IGEL) D(ES) GRICHT ZV HOSTETTE(N) (Abdrücke 1558–1627) geführt, das aneinandergelehnt den nassauischen und den diez-weilnauischen Schild und darüber wachsend den Kirchenpatron St. Nikolaus als Bischof mit dem Krummstabe zeigt. Das Wappen wurde am 22. Januar 1938 durch den Oberpräsidenten der Provinz Hessen-Nassau verliehen. |

### Gemeindepartnerschaft
Seit 1988 pflegt die Gemeinde Hahnstätten eine Gemeindepartnerschaft mit Nordhastedt in Dithmarschen.

## Kultur und Sehenswürdigkeiten

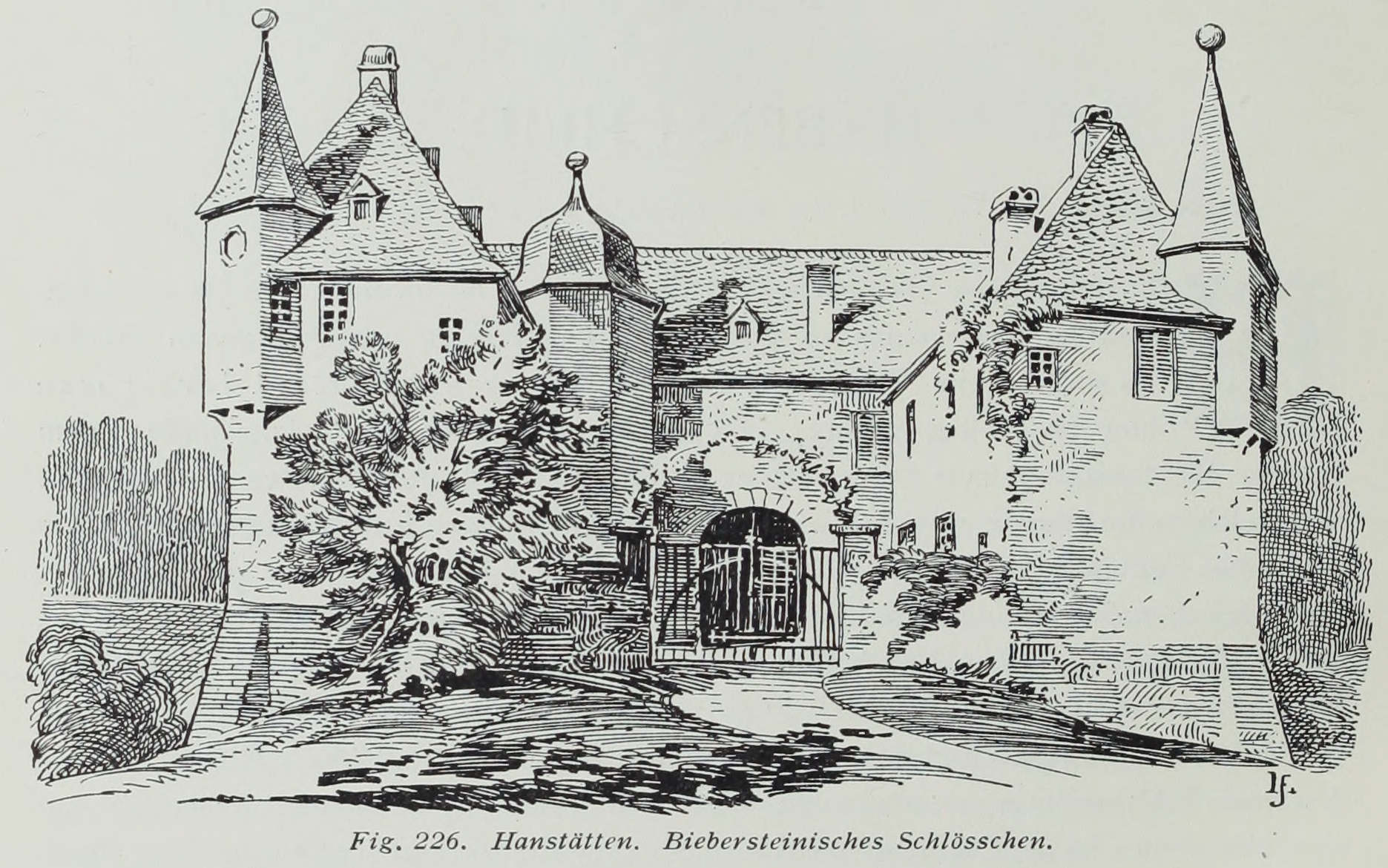
Biebersteinisches Schloss zu Hahnstätten

- Biebersteinsches Schloss (der Freiherren Marschall von Bieberstein)
- Nassauer Hof
- Evangelische Pfarrkirche St. Nikolaus
- Botanischer Garten Schloss Bieberstein

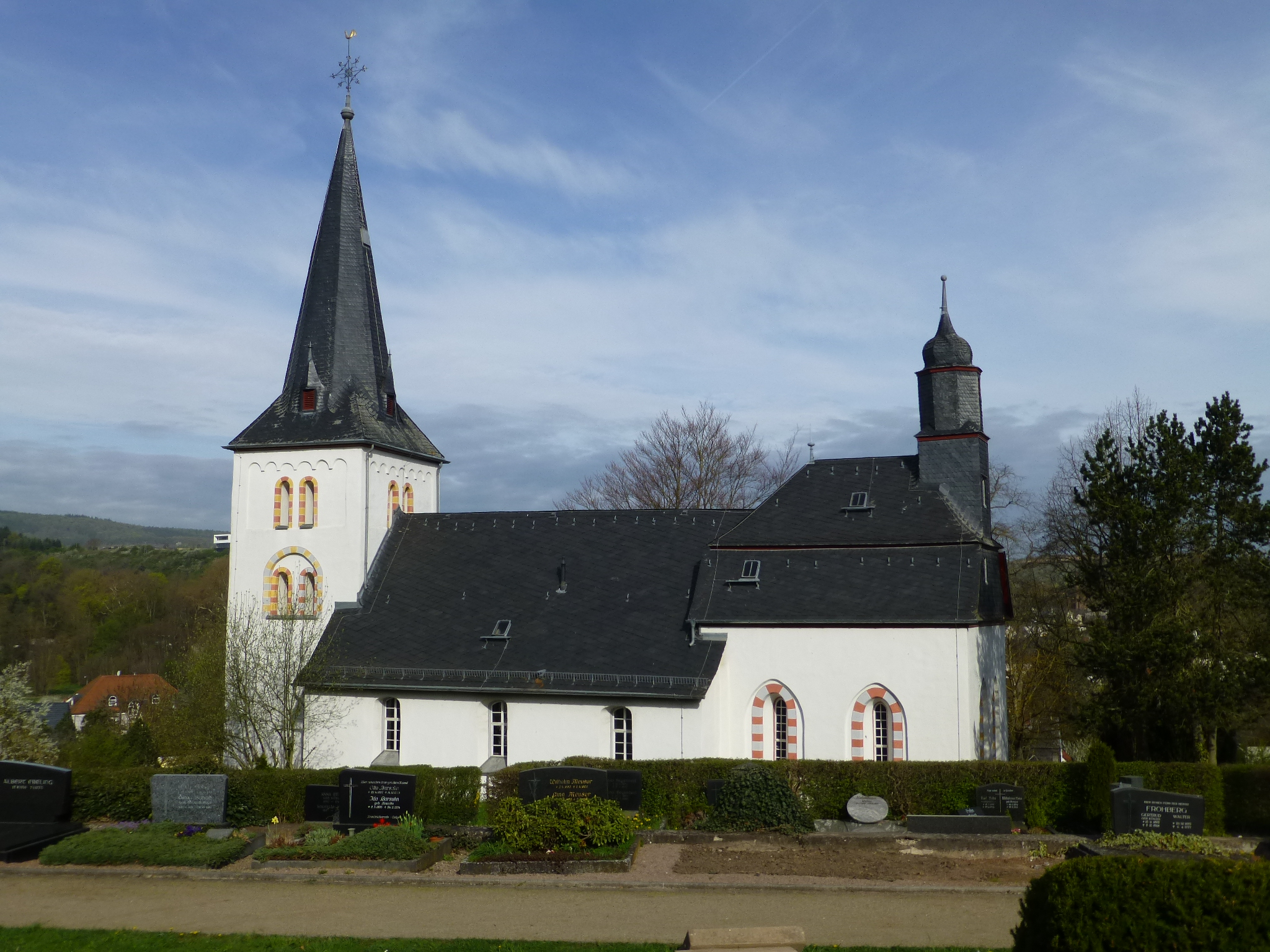
Evangelische Pfarrkirche

Siehe auch: Liste der Kulturdenkmäler in Hahnstätten

## Wirtschaft und Infrastruktur

### Verkehr

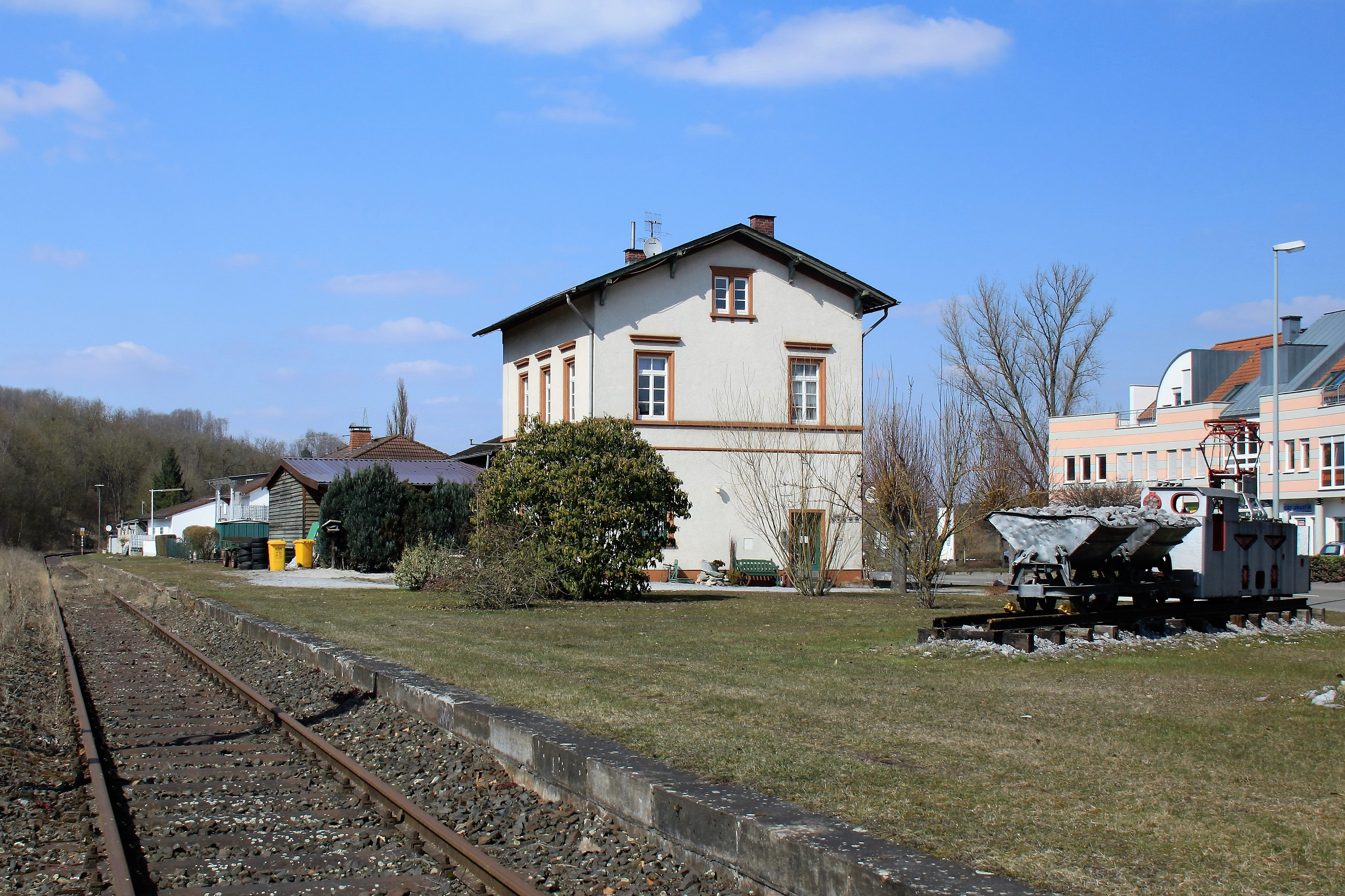
Der Bahnhof Hahnstätten

Hahnstätten liegt an der Bundesstraße 54 und hat einen stillgelegten Bahnhof an der Aartalbahn.
Ihre Reaktivierung auf dem Streckenabschnitt von Limburg nach Zollhaus wird seit mehreren Jahren in Politik und Verwaltung diskutiert, eine Umsetzung ist derzeit aber nicht absehbar. Hahnstätten soll damit wieder einen Haltepunkt erhalten. Der nächstgelegene Fernbahnhof ist der Bahnhof Limburg Süd.

### Ansässige Unternehmen

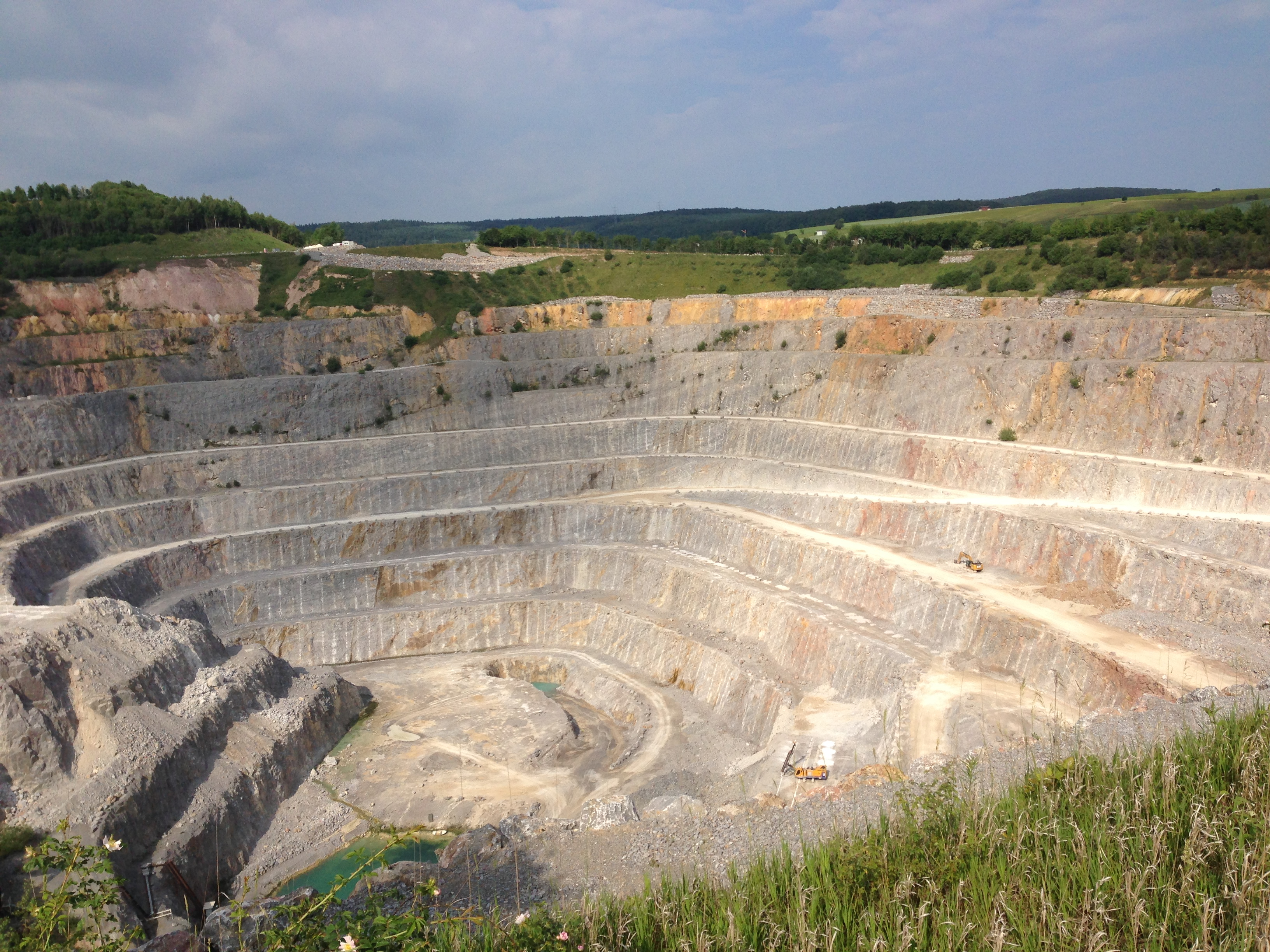
Kalksteinbruch

Im Norden der östlichen Teil der Gemeinde in nächster Nähe der Bundesstraße 54 liegen die Kalkwerke Schaefer (Schaefer Kalk GmbH & Co. KG (Diez) - Werk Hahnstätten) mit einem Kalksteinbruch, der größtenteils auf der Gemarkung von Oberneisen liegt und dessen Sohle mit 24 m über dem Meeresspiegel (Stand: Juni 2013) der tiefste Punkt in Rheinland-Pfalz ist. Hahnstätten war Sitz der Nassauischen Privatbrauerei Heckelmann-Kuhn GmbH.

### Tourismus
In Hahnstätten werden regelmäßig Draisinenfahrten durch den Arbeitskreis Aartalbahn angeboten, die alljährlich von mehreren Tausend Besuchern genutzt werden.
Der Loreley-Aar-Radweg hat seinen Start- bzw. Endpunkt in Hahnstätten. Auch der Aartal-Rad- und -Wanderweg sowie der Aar-Höhenweg verlaufen durch Hahnstätten.

## In Hahnstätten geboren
- Friedrich Schön (1821–1886), Abgeordneter und 1849 bis 1886 Bürgermeister in Hahnstätten
- Karl Schön (1847–1934), Abgeordneter
- Wilhelm Wagner (1859–1926), Brennereibesitzer und Mitglied des Provinziallandtages der Provinz Hessen-Nassau
- Friedrich Meuser (* 1938), Getreidetechnologe
- Bruno Weil (* 1949), Dirigent
- Joachim Freiherr Marschall von Bieberstein (* 1954), Diplomat